# Audi Q8 e-tron
Audi Q8 e-tron (внутрішнє позначення тип GE)  — електричний кросовер від Audi. 
До 2023 року називався Audi e-tron.

## Опис

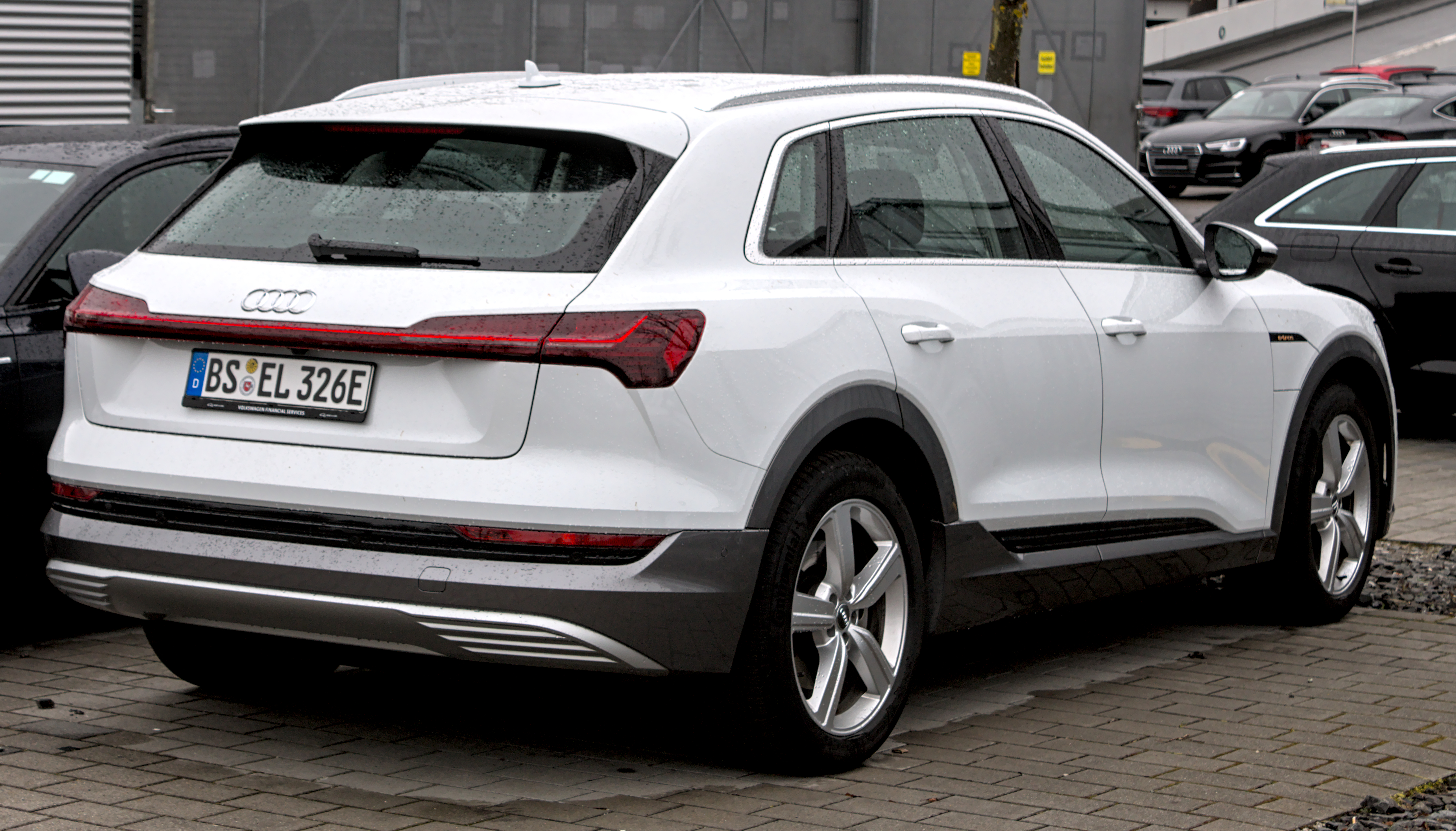
Audi e-tron 55 Quattro (2018-2023)

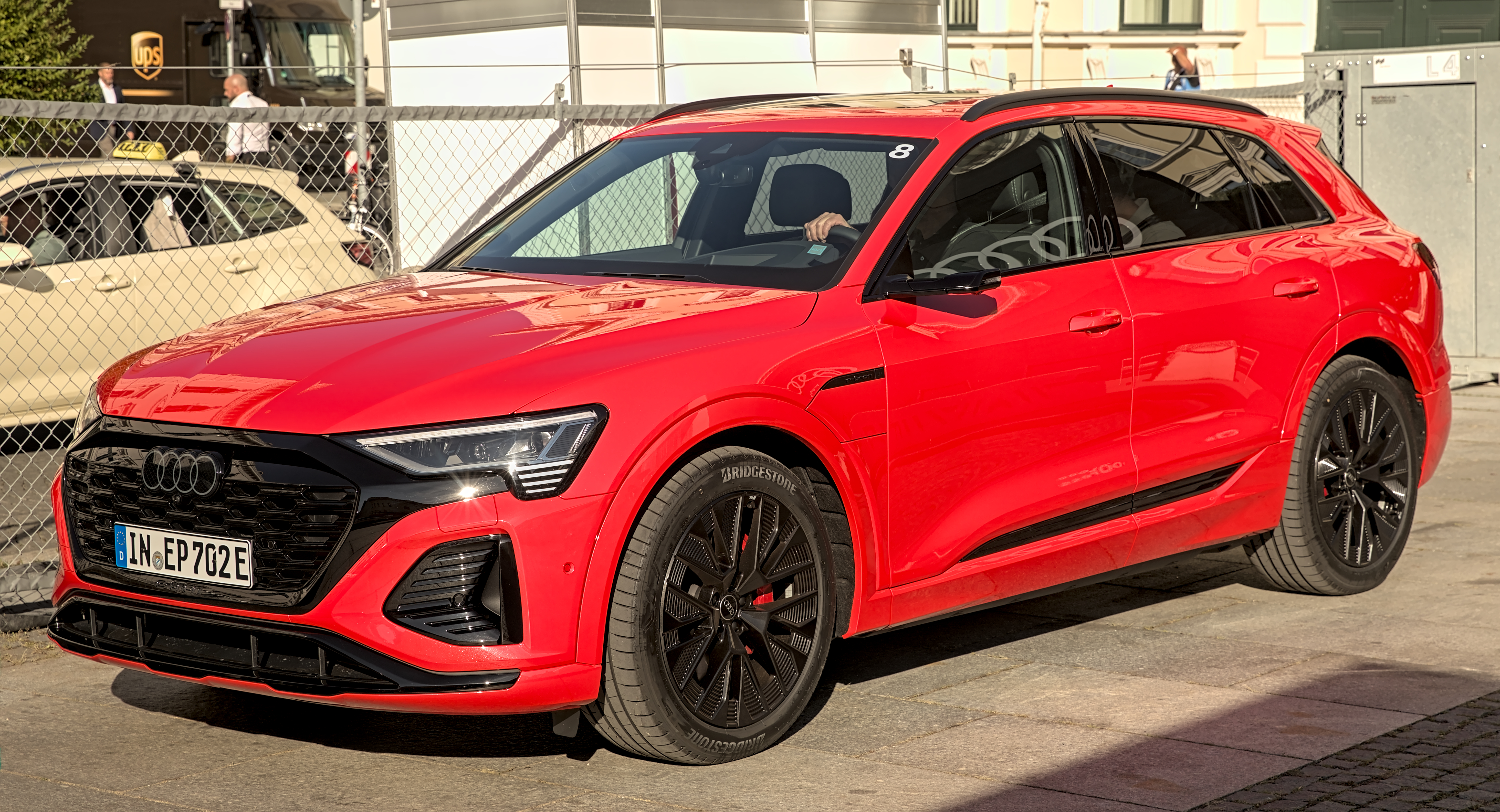
Audi Q8 e-tron (2023-2025)

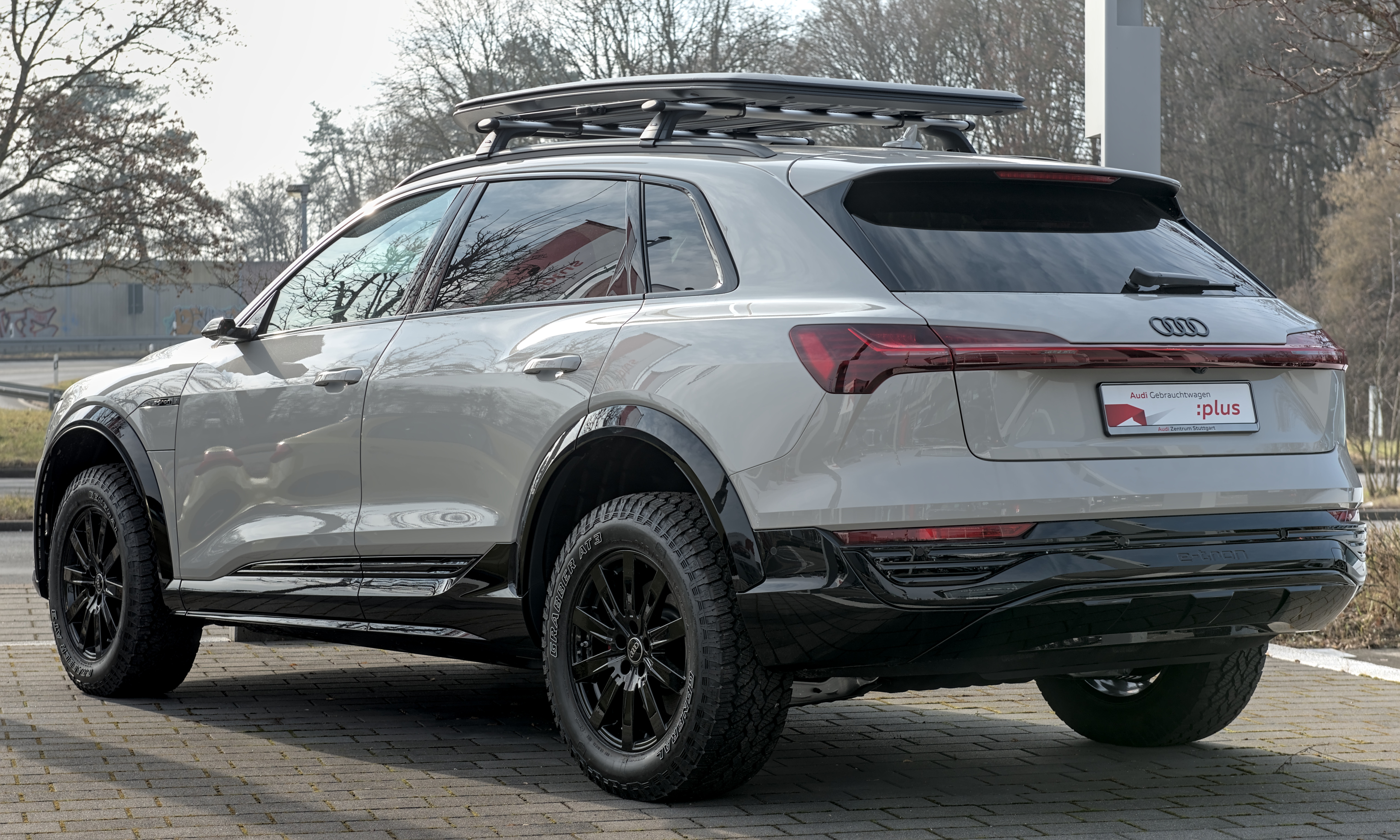
Audi Q8 e-tron edition Dakar

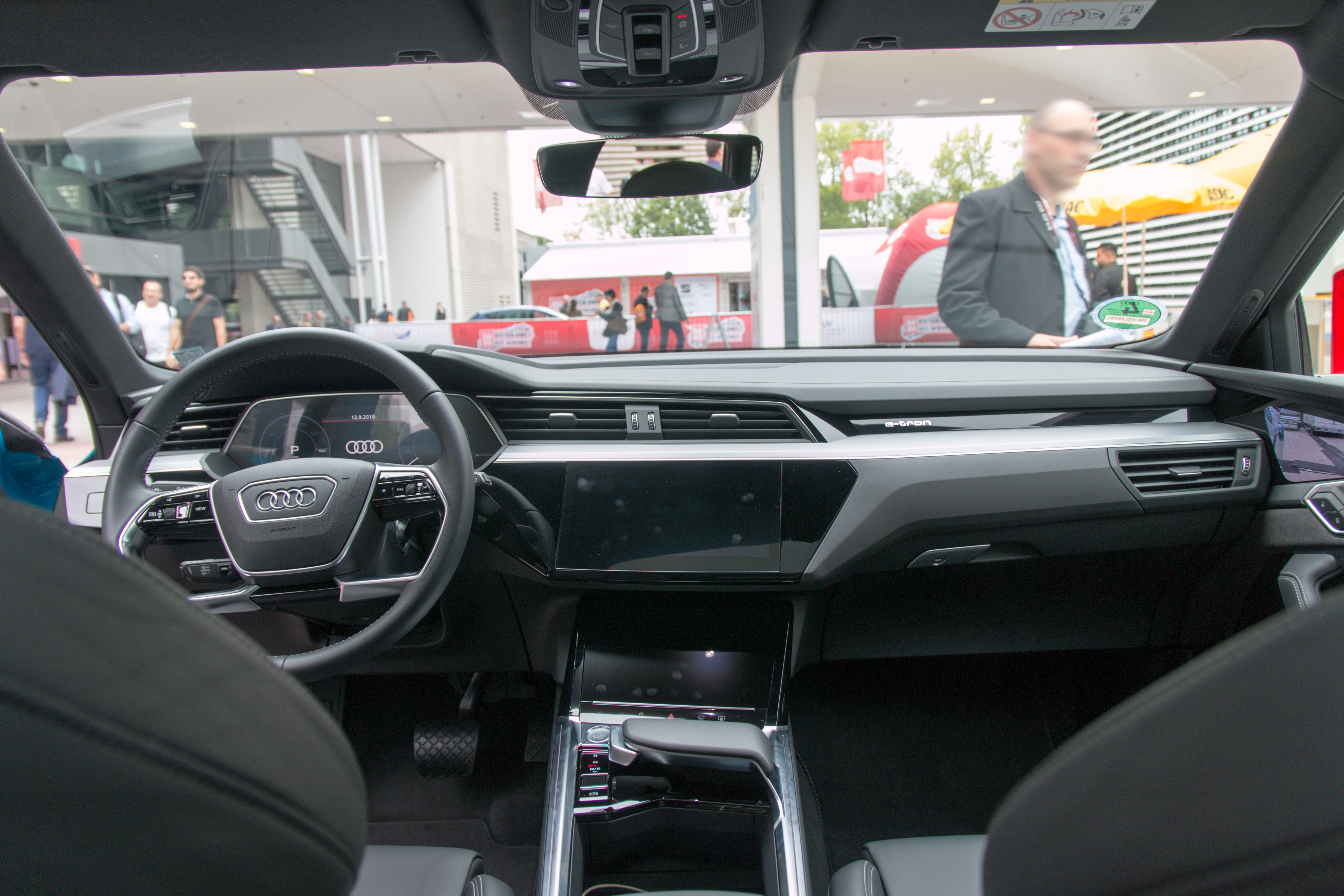

Первісток сімейства був представлений спочатку концепткар під назвою Audi e-tron 55 Quattro на Франкфуртському автосалоні 2015 року. Перший серійний електромобіль компанії надійшов у продаж у 2019 році.
Audi e-tron живиться від акумуляторної батареї ємністю 95 кВт·год, яка зможе заряджатися на 80 % приблизно за 30 хвилин при використанні швидкодіючих зарядних пристроїв потужністю 150 кВт. Для зарядки вдома є стандартний зарядний пристрій на 11 кВт, який заряджає його протягом 8,5 години. Як додаткова опція є зарядний пристрій, що використовує 22 кВт. Штекер зарядки знаходиться на лівому боці поблизу передніх дверей.
Електричний повний привід quattro використовує два електродвигуни, один, встановлений на передній, і один на задній осі. Разом ці двигуни мають загальну потужність системи 300 кВт (408 к. с.) і 664 Н·м крутного моменту, що дає машині змогу розганятися від 0 до 100 км/год за 5,5 секунди і до максимальної швидкості 200 км/год. Запас ходу складає 400 км.
Автомобіль використовує систему рекуперації енергії, яка в середньому становить 30 % від діапазону. Рекуперація може бути досягнута, коли водій скидає швидкість і натискає на педаль гальма.
Мультимедіа Audi e-tron 2021 пропонує зручний інтерфейс MMI та сенсорний екран діагоналлю 10,1 дюйма. Користувачі отримують стандартні Bluetooth, Apple CarPlay, Android Auto та HD Radio.
У жовтні 2024 року Audi оголосила, що до лютого 2025 року виробництво Q8 e-tron буде припинено.

### Q8 e-tron
9 листопада 2022 року представлено оновлений e-tron, який перейменовано на Audi Q8 e-tron (не пов’язане з існуючим Audi Q8). 

### Продуктивність у холодну погоду
При температурі від −6,5 до −4,5 °C (20,3–23,9 °F) з увімкненим опаленням салону e-tron досяг реального запасу ходу в 331 кілометр (206 миль) порівняно з 370 кілометрами (230 миль) навесні/влітку (також із увімкненим опаленням/кондиціонуванням салону), що означає падіння діапазону на 10,5%. Випробування проводилися на швидкості 90 кілометрів на годину (56 миль на годину). 
Справжнє зниження запасу ходу взимку може бути трохи вищим, оскільки у вищезгаданих тестах «зимовий» автомобіль мав перевагу більш аеродинамічних коліс, ніж «літній».
Це добре в порівнянні з іншими електромобілями. П’ять інших електромобілів, у тому числі Tesla Model S 75D 2017 року, були протестовані при температурі −6,7 °C (20 °F) з увімкненим опаленням салону, і всі вони мали запас ходу щонайменше на 30% і 41%. в середньому (порівняно з тим, коли температура становила 23,9 °C (75,0 °F) і опалення/кондиціонування салону було вимкнено). 
Під час літньої їзди e-tron менш ефективний, ніж Tesla Model X, з точки зору пройденої відстані на кВт-год енергії. Однак e-tron менш схильний до впливу низьких температур, тому водіння взимку наближає результати цих двох автомобілів. У тесті, проведеному за температури в діапазоні від 13 до 15 °C (55 до 59 °F) і включно з високошвидкісним шосе, ефективність e-tron була приблизно на 12,4% гіршою, ніж у моделі X.  В умовах трохи нижче замерзання різниця була меншою, і ефективність e-tron була лише приблизно на 8,6% гіршою, ніж у моделі X.

## Проблеми виробництва та відкликання
У квітні 2019 року з’явилася інформація про затримки у виробництві e-tron і скорочення виробничих планів через постачання акумуляторів і електродвигунів. Згодом передбачалося скоротити тижневу тривалість виробничих годин на складальному заводі з 30 до 24.  Audi оголосила про відкликання певних моделей e-tron на початку червня 2019 року. Відкликання пов’язане з витоком води, яке могло призвести до високої температури та короткого замикання електроніки під напругою, що в крайніх випадках може спричинити пожежу. 

## Q8 e-tron Sportback
У 2019 році на Женевському автосалоні був показаний автомобіль в кузові Sportback. Має 12,3-дюймовий дисплей замість комбінації приладів. Модель має дві модифікації: 50 quattro та 55 quattro. Модифікація 50 quattro має батарею ємністю 71 кВт·год. Потужність пари двигунів 230 кВт або 313 к. с., крутний момент макс. 540 Н·м. Прискорення до 100 км/год — 6,8 секунди. Модифікація 55 quattro має батарею ємністю 95 кВт·год. Потужність пари двигунів 300 кВт або 408 к. с. Прискорення до 100 км/год — 5,7 секунди (у режимі Sport). Приставка quattro означає, що всі версії моделі мають повний привод.

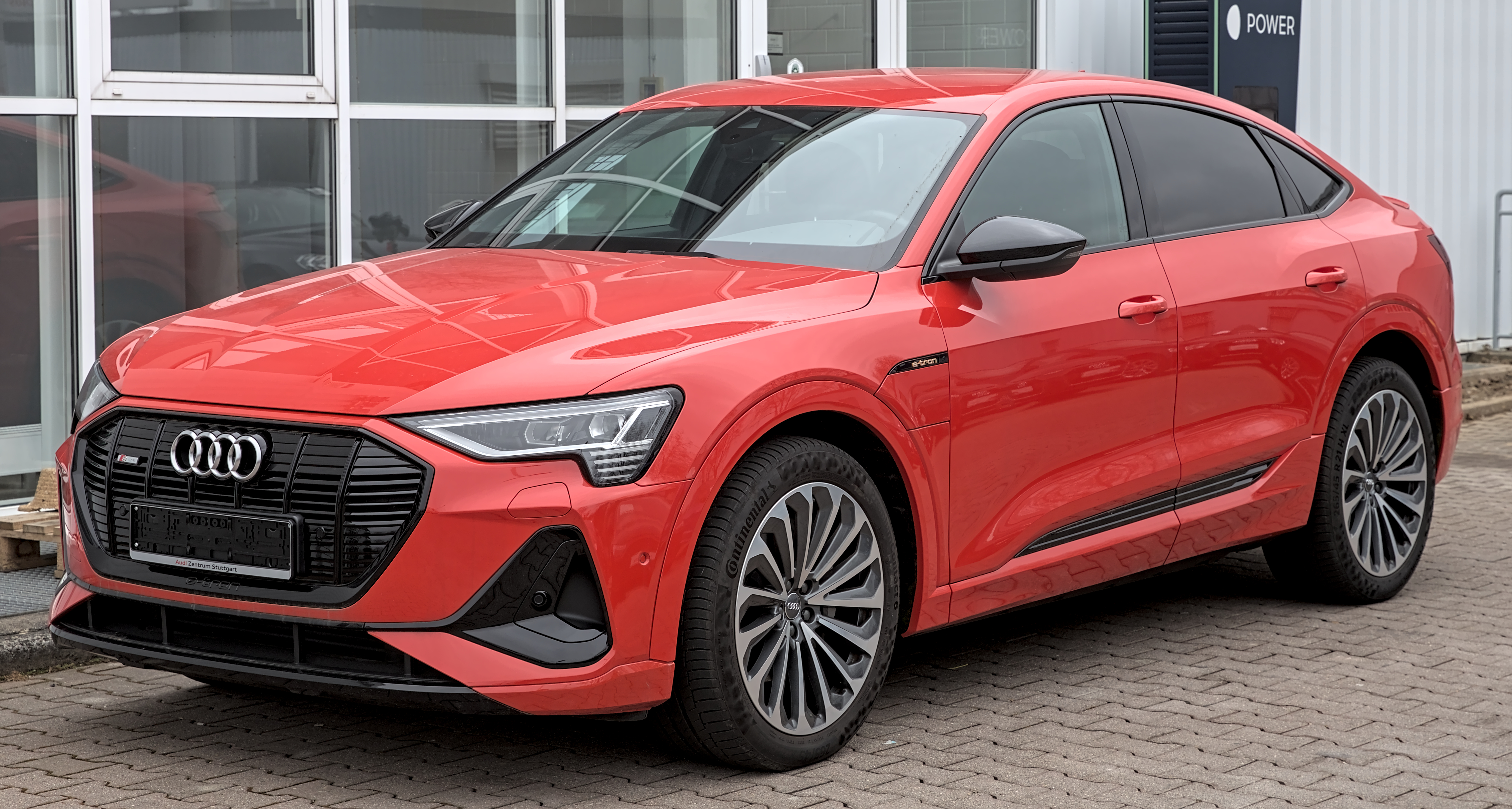
e-tron Sportback (2019-2023)
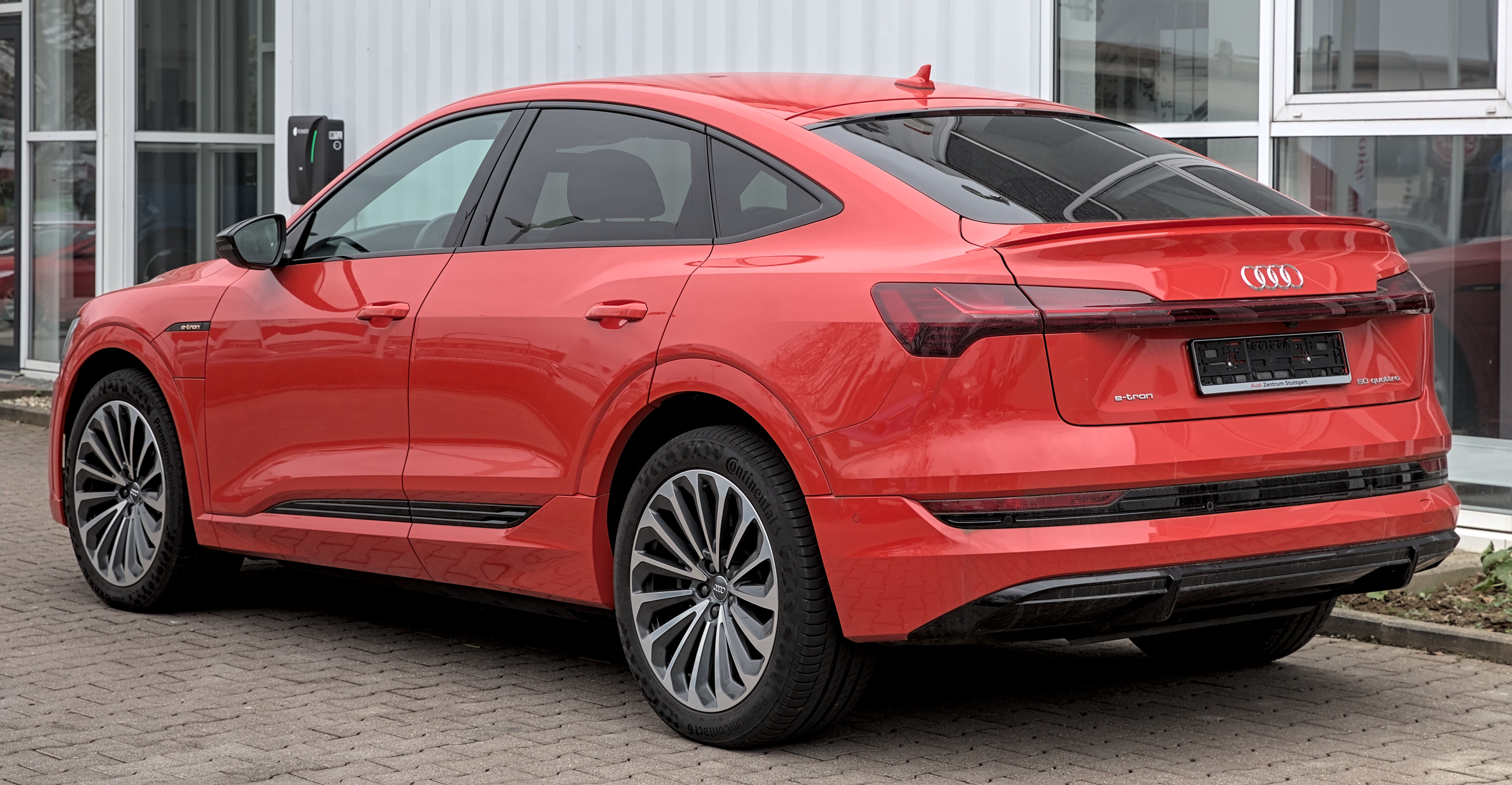
e-tron Sportback (2019-2023)
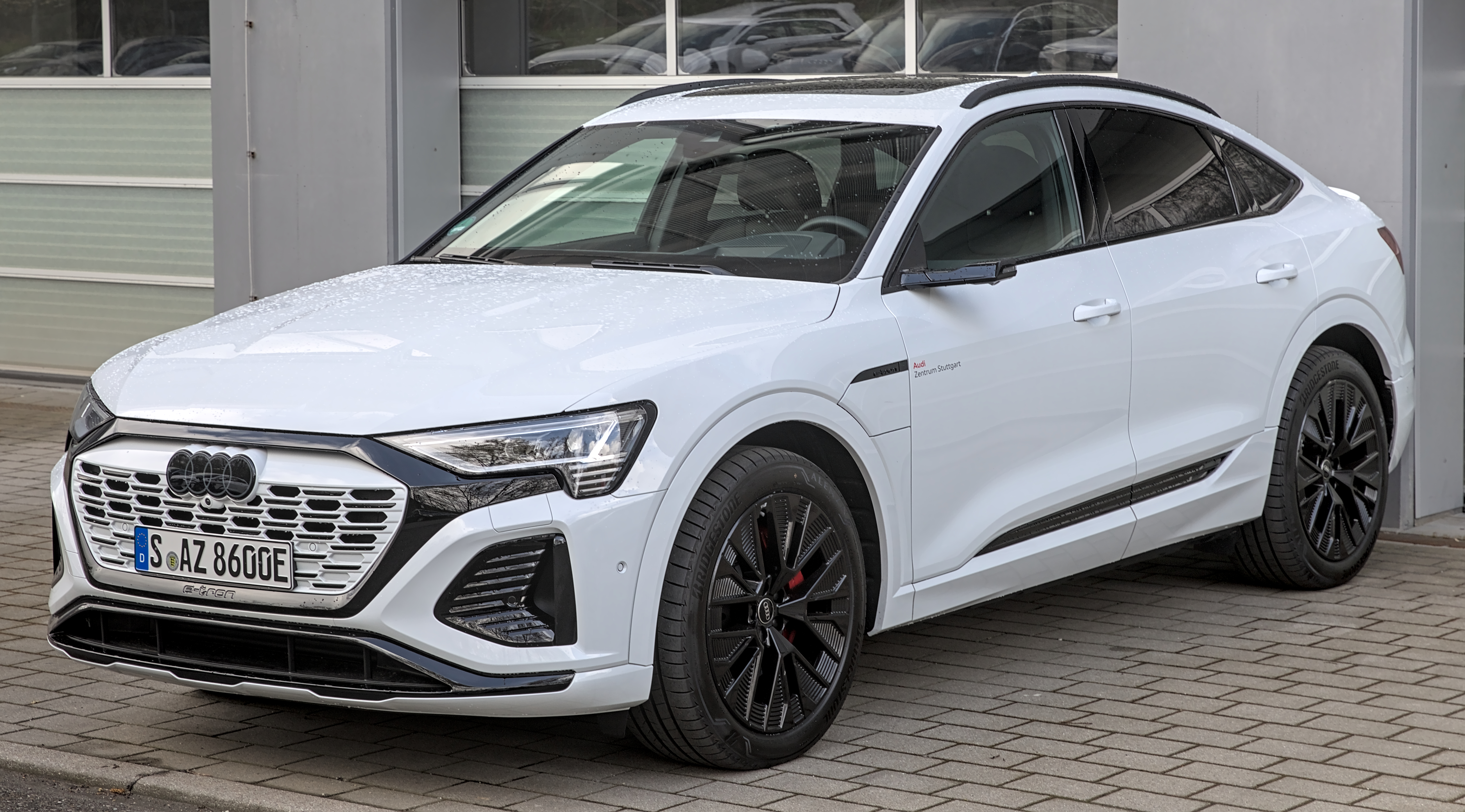
Q8 e-tron Sportback (2023-2025)

## Модифікації
- e-tron 50 quattro, 313 к. с. 540 Н·м, батарея 71 кВт·год, дальність ходу 283—341 км по циклу WLTP.
- e-tron 55 quattro, 408 к. с. 664 Н·м, батарея 95 кВт·год, дальність ходу 358—436 км по циклу WLTP.
- e-tron S, 503 к. с. 973 Н·м, батарея 95 кВт·год, дальність ходу 364—370 км по циклу WLTP.
- Q8 50 e-tron, 340 к. с. 664 Н·м, батарея 95 кВт·год, дальність ходу 491–505 км по циклу WLTP.
- Q8 55 e-tron, 408 к. с. 664 Н·м, батарея 114 кВт·год, дальність ходу 582–600 км по циклу WLTP.
- SQ8 e-tron, 503 к. с. 973 Н·м, батарея 114 кВт·год, дальність ходу 494–513 км по циклу WLTP.

## Виробництво
| Рік    | Авто   |
| ------ | ------ |
| 2018   | 2.425  |
| 2019   | 43.376 |
| 2020   | 43.157 |
| Усього | 88.958 |

## Продажі
| Рік  | e-Tron | e-Tron | e-Tron | e-tron Sportback | e-tron Sportback | e-tron Sportback | Q8 e-Tron | Q8 e-Tron | Q8 e-Tron | Q8 Sportback e-Tron | Q8 Sportback e-Tron | Q8 Sportback e-Tron |
| Рік  | Європа | США    | Китай  | Європа           | США              | Китай            | Європа    | США       | Китай     | Європа              | США                 | Китай               |
| ---- | ------ | ------ | ------ | ---------------- | ---------------- | ---------------- | --------- | --------- | --------- | ------------------- | ------------------- | ------------------- |
| 2019 | 18,382 | 5,369  |        |                  |                  |                  |           |           |           |                     |                     |                     |
| 2020 | 27,713 | 7,202  |        | 1,355            |                  |                  |           |           |           |                     |                     |                     |
| 2021 | 20,755 | 8,278  | 1,564  | 11,087           | 505              |                  |           |           |           |                     |                     |                     |
| 2022 | 23,187 | 7,503  | 891    | 9,054            | 2,893            |                  |           |           |           |                     |                     |                     |
| 2023 |        | 1,525  |        |                  | 2,757            |                  |           | 3,527     |           |                     | 917                 |                     |